# ЗПУ-4
ЗПУ-4 — радянська 14,5-мм зенітна установка зчетверених кулеметів КПВ. Призначена для ураження цілей на висоті до 1500 метрів. Можливе застосування по наземних цілях, у тому числі по легкоброньованій техніці та живій силі. Скорострільність — 600 пострілів за хвилину на ствол (2400 п/хв сумарна). Маса установки — 2,1 тонни.
Установки створювалися на базі 14,5-мм великокаліберного кулемета Владимирова з дальністю вогню до 2000 метрів.

## Історія

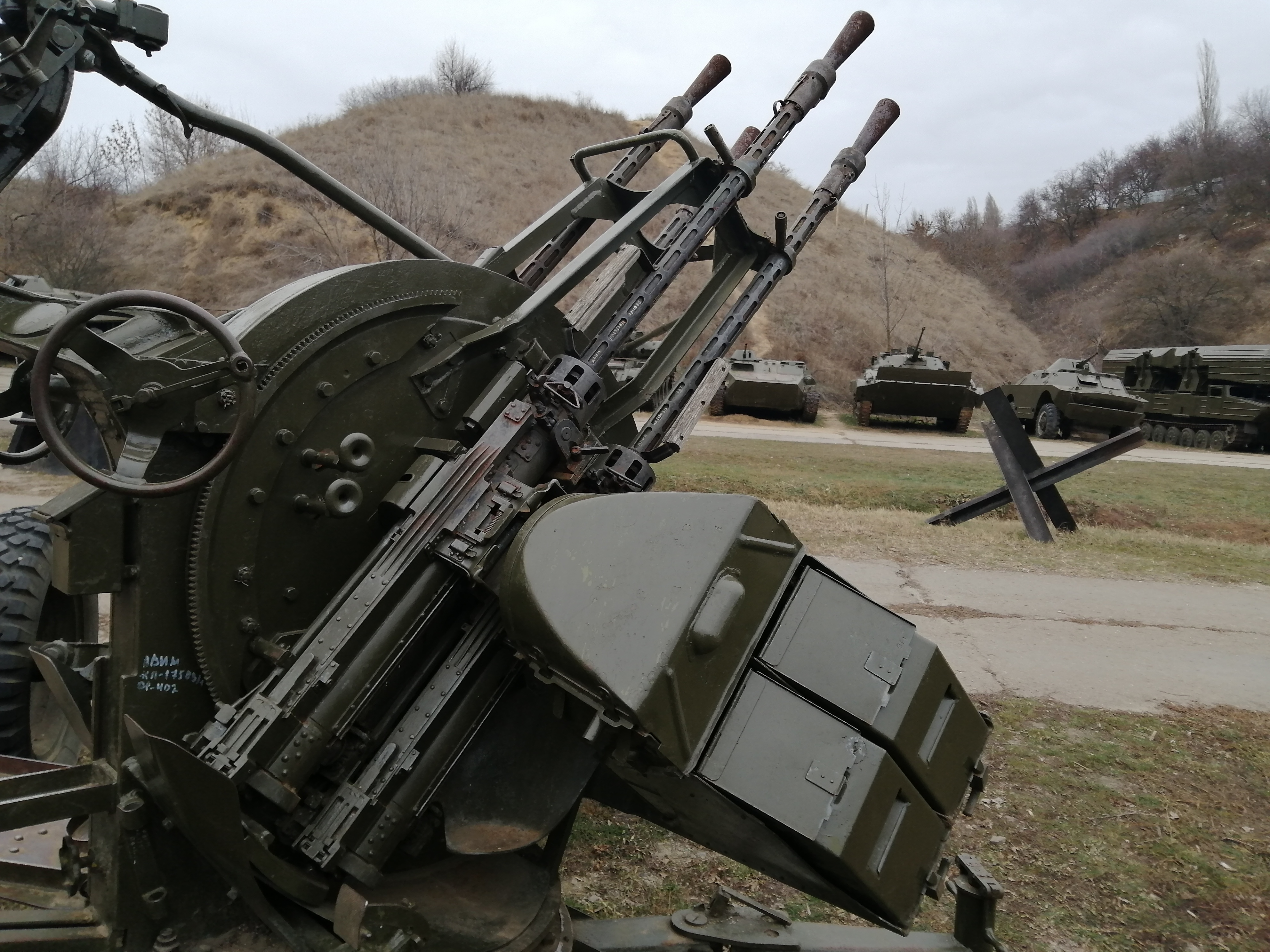
14,5 мм кулемети КПВ встановлені на ЗПУ-4

Розробка зчетвереної установки ЗПУ-4 розпочато 1945 року на конкурсних засадах заводом № 2 і ОКБ-43. Попередні випробування ЗПУ-4 конструкції Івана Лещинського (завод № 2) показали її переваги над конструкцією, що було розроблена ОКБ-43. Після доопрацювання за результатами випробувань ЗПУ-4 Івана Лещинського було повторно випробувано на Донгузькому полігоні у 1946 році. У серпні-вересні 1948 року вона пройшла військові випробування і була прийнята на озброєння в 1949 році.
ЗПУ-4 використовувався під час корейської війни північнокорейськими і китайськими військами.
Застосовувалася радянськими військами під час придушення Угорської революції 1956 року, під час вторгнення військ Варшавського договору до Чехословаччини (1968), а також війні в Афганістані (1979—1989), де її часто встановлювали на вантажівках. Також ЗПУ-4 використовувався іракськими збройними силами під час війни у Перській затоці. Застосовувалась і урядовими силами, і повстанцями у громадянській війні в Лівії 2011 року.
У радянській армії ЗПУ-4 змінила потужніша спарена артустановка ЗУ-23-2.

## Оператори

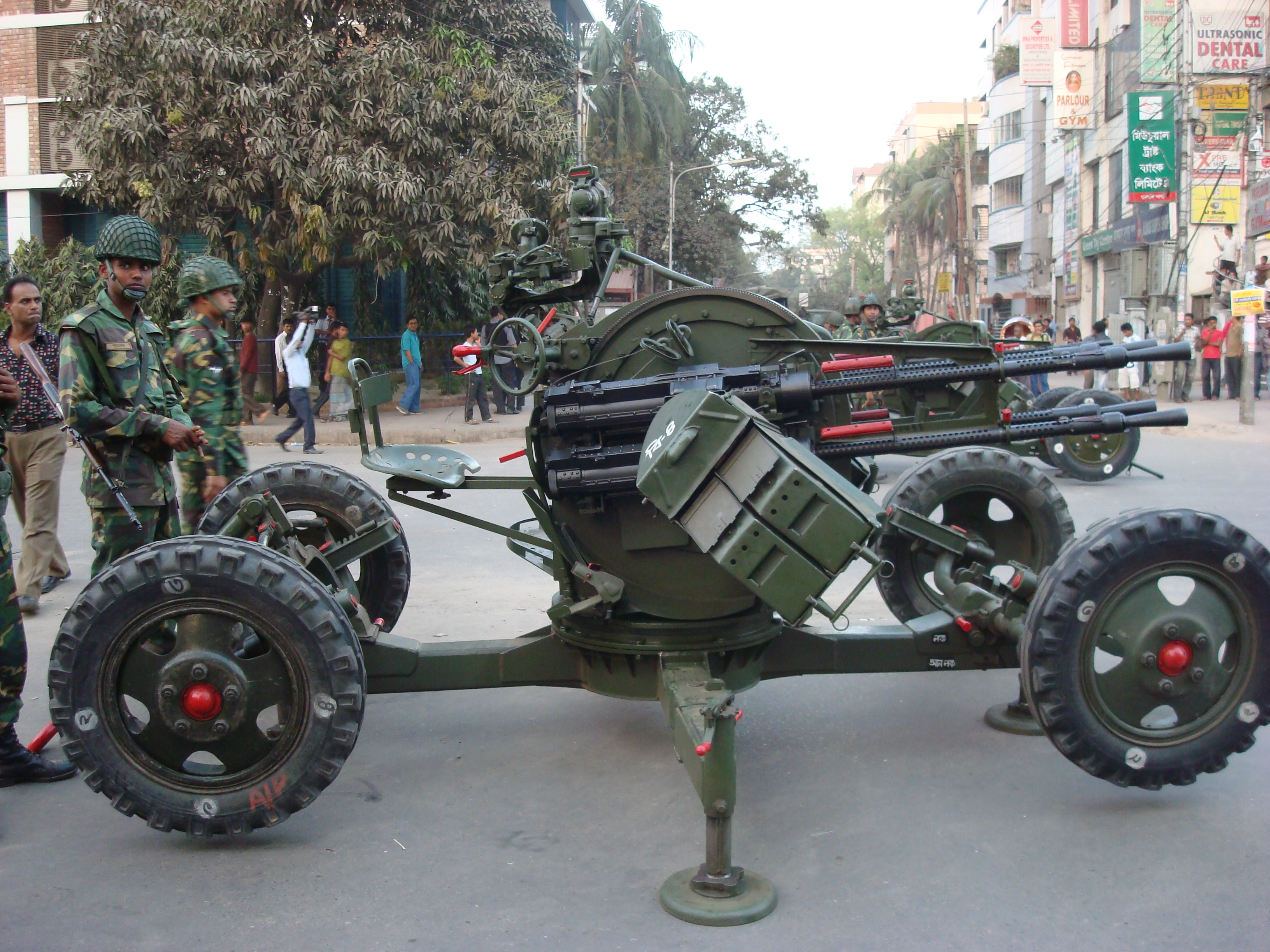
Бангладешська ЗПУ-4 в Дакі у 2009 році

- Алжир — 40 станом на 2018 рік[1]
- Ангола — деяка кількість станом на 2018 рік[2]
- Бангладеш — кількість невідома, можливо, використовувалася під час повстання Бангладешських гвинтівок[en].
- Бурунді — 15 станом на 2018 рік[3]
- Габон — 14 станом на 2018 рік[4]
- Гана — 2 станом на 2018 рік[5]
- ДР Конго — деяка кількість станом на 2018 рік[6]
- Єгипет — 300 станом на 2018 рік[7]
- Зімбабве — деяка кількість станом на 2018 рік[8]
- Іран — деяка кількість станом на 2018 рік[9]
- Камбоджа — 100 станом на 2018 рік[10]
- Республіка Конго — деяка кількість станом на 2021 рік[11]
- Північна Корея — деяка кількість станом на 2018 рік[12]
- Лаос — деяка кількість станом на 2018 рік[13]
- Мавританія — 12 станом на 2018 рік[14]
- Мадагаскар — 50 станом на 2018 рік[15]
- Малаві — 40 станом на 2018 рік[16]
- Марокко — 20 станом на 2018 рік[17]
- Монголія — деяка кількість станом на 2018 рік[18]
- Намібія — 40 станом на 2018 рік[19]
- Непал — 30 Тип 56[20] станом на 2018 рік[21]
- Сейшельські Острови — деяка кількість, боеспособность неизвестна станом на 2018 рік[22]
- Сенегал — деяка кількість станом на 2018 рік[23]
- Сирія — деяка кількість на озброєнні Сирійських демократичних сил та Euphrates Shield Forces станом на 2018 рік[24]
- Судан — деяка кількість станом на 2018 рік[25]
- Танзанія — деяка кількість станом на 2018 рік[26]
- Того — 38 станом на 2018 рік[27]
- Уганда — деяка кількість станом на 2018 рік[28]
- Центральноафриканська Республіка — деяка кількість станом на 2018 рік[29]
- Чад — деяка кількість, станом на 2018 рік[30]
- Південний Судан — деяка кількість станом на 2018 рік[31]

### Колишні
- СРСР
- Латвія — 2 ЗПУ-4, станом на 2007 рік[32]
- Мальта — 50 ЗПУ-4, станом на 2007 рік[33]
- М'янма — раніше була на озброєнні (представлена в музеї національної армії)
- Панама — деяка кількість, станом на 1989 рік
- Україна — станом на 15 серпня 2011 року, на зберіганні[34]

## Музейні експонати
| Країна | Місце                                                                        | Зображення |
| ------ | ---------------------------------------------------------------------------- | ---------- |
| Росія  | Аксай, Ростовська область. Військово-історичний комплекс імені Н. Д. Гулаєва |            |
| Росія  | Артилерійський історичний музей Санкт-Петербург                              |            |
| Росія  | Технічний музей у Тольятті                                                   |            |

## ЗПУ-4 в культурі
- Установка ЗПУ-4 фігурує у радянському фільмі «А зорі тут тихі» про події німецько-радянської війни, незважаючи на те, що вона була прийнята на озброєння лише через чотири роки після закінчення Другої світової війни.
- ЗПУ-4 кілька разів зустрічається у серії фільмів «Нестримні».
- ЗПУ-4 зустрічається у грі «Call of Duty 4: Modern Warfare» у ролі ворожої ЗПУ і не може використовуватись гравцем.